# Circoscrizione Lombardia 2 (2017)
La circoscrizione Lombardia 2 è una circoscrizione elettorale italiana per l'elezione della Camera dei deputati.

## Storia e territorio
La circoscrizione è stata istituita dalla legge Rosato (legge 3 novembre 2017, n. 165).
Il territorio della circoscrizione comprende le 4 intere province di Como, Lecco, Sondrio e Varese, nonché parte della provincia di Bergamo.
Rispetto alla previgente circoscrizione Lombardia 2, nel nuovo assetto territoriale è stata scorporata l'intera provincia di Brescia (suddivisa tra le circoscrizioni Lombardia 3 e Lombardia 4) e gran parte della provincia di Bergamo (inclusa nella circoscrizione Lombardia 3), cosicché nella circoscrizione Lombardia 2 sono rimasti solo 35 comuni di quest'ultima provincia (divenuti 36 dal 2018 con il passaggio del comune di Torre de' Busi dalla provincia di Lecco a quella di Bergamo).

## Dal 2017

### Collegi elettorali

#### Dal 2017 al 2020
Alla circoscrizione sono assegnati 22 seggi: 8 sono attribuiti mediante sistema maggioritario, all'interno di altrettanti collegi uninominali; 14 mediante sistema proporzionale, all'interno di due collegi plurinominali.
| Collegi plurinominali | Collegi plurinominali | Collegi uninominali                                                |
| --------------------- | --------------------- | ------------------------------------------------------------------ |
|                       | Lombardia 2 - 01      | - 02 - Varese - 03 - Gallarate - 04 - Busto Arsizio                |
|                       | Lombardia 2 - 02      | - 01 - Sondrio - 05 - Como - 06 - Cantù - 07 - Merate - 08 - Lecco |

#### Dal 2020
In seguito alla riforma costituzionale del 2020 in tema di riduzione del numero dei parlamentari, alla circoscrizione sono attribuiti 14 seggi: 5 sono assegnati mediante sistema maggioritario, in altrettanti collegi uninominali; 9 mediante sistema proporzionale, all'interno di due collegi plurinominali.
| Collegi plurinominali | Collegi plurinominali | Collegi uninominali                     |
| --------------------- | --------------------- | --------------------------------------- |
|                       | Lombardia 2 - 01      | - 01 - Varese - 02 - Busto Arsizio      |
|                       | Lombardia 2 - 02      | - 03 - Como - 04 - Sondrio - 05 - Lecco |

### XVIII legislatura

#### Risultati elettorali
|                            | Lega                                        | 389 535   | 31,94 | 5  | 618 719   | 50,74 | 8 |  |  |
|                            | Forza Italia                                | 168 827   | 13,85 | 2  | 618 719   | 50,74 | 8 |  |  |
|                            | Fratelli d'Italia                           | 47 873    | 3,93  | 1  | 618 719   | 50,74 | 8 |  |  |
|                            | Noi con l'Italia – UDC                      | 12 484    | 1,02  | –  | 618 719   | 50,74 | 8 |  |  |
|                            | Partito Democratico                         | 230 887   | 18,93 | 3  | 273 426   | 22,42 | – |  |  |
|                            | +Europa                                     | 33 971    | 2,79  | –  | 273 426   | 22,42 | – |  |  |
|                            | Italia Europa Insieme                       | 4 482     | 0,37  | –  | 273 426   | 22,42 | – |  |  |
|                            | Civica Popolare                             | 4 086     | 0,34  | –  | 273 426   | 22,42 | – |  |  |
|                            | Movimento 5 Stelle                          | 251 900   | 20,66 | 3  | 251 900   | 20,66 | – |  |  |
|                            | Liberi e Uguali                             | 28 646    | 2,35  | –  | 28 646    | 2,35  | – |  |  |
|                            | CasaPound                                   | 12 594    | 1,03  | –  | 12 594    | 1,03  | – |  |  |
|                            | Il Popolo della Famiglia                    | 8 626     | 0,71  | –  | 8 626     | 0,71  | – |  |  |
|                            | Potere al Popolo!                           | 6 963     | 0,57  | –  | 6 963     | 0,57  | – |  |  |
|                            | Italia agli Italiani (FN - FT)              | 4 737     | 0,39  | –  | 4 737     | 0,39  | – |  |  |
|                            | Grande Nord                                 | 4 485     | 0,37  | –  | 4 485     | 0,37  | – |  |  |
|                            | 10 Volte Meglio                             | 2 951     | 0,24  | –  | 2 951     | 0,24  | – |  |  |
|                            | Per una Sinistra Rivoluzionaria (SCR - PCL) | 2 556     | 0,21  | –  | 2 556     | 0,21  | – |  |  |
|                            | Partito Valore Umano                        | 2 203     | 0,18  | –  | 2 203     | 0,18  | – |  |  |
|                            | Partito Repubblicano Italiano – ALA         | 824       | 0,07  | –  | 824       | 0,07  | – |  |  |
|                            | Blocco Nazionale per le Libertà (DC - IR)   | 768       | 0,06  | –  | 768       | 0,06  | – |  |  |
| Totale                     | Totale                                      | 1 219 398 | 100   | 14 | 1 219 398 | 100   | 8 |  |  |
|                            |                                             |           |       |    |           |       |   |  |  |
| Schede bianche             | Schede bianche                              | 17 767    | 1,41  |    |           |       |   |  |  |
| Schede nulle               | Schede nulle                                | 22 958    | 1,82  |    |           |       |   |  |  |
| Votanti                    | Votanti                                     | 1 260 123 | 76,21 |    |           |       |   |  |  |
| Elettori                   | Elettori                                    | 1 653 383 |       |    |           |       |   |  |  |
|                            |                                             |           |       |    |           |       |   |  |  |
| Fonte: Camera dei deputati |                                             |           |       |    |           |       |   |  |  |

#### Eletti

##### Eletti nei collegi uninominali
Eletti nella coalizione di centro-destra (Lega - FI - FdI - NcI-UDC)
| Collegio uninominale | Eletto | Eletto               | Partito |
| -------------------- | ------ | -------------------- | ------- |
| 1. Sondrio           |        | Ugo Parolo           | Lega    |
| 2. Varese            |        | Giusy Versace        | FI      |
| 3. Gallarate         |        | Matteo Luigi Bianchi | Lega    |
| 4. Busto Arsizio     |        | Leonardo Tarantino   | Lega    |
| 5. Como              |        | Laura Ravetto        | FI      |
| 6. Cantù             |        | Nicola Molteni       | Lega    |
| 7. Merate            |        | Maurizio Lupi        | NcI     |
| 8. Lecco             |        | Alessio Butti        | FdI     |

1. ↑  In data 26.07.2022 aderisce al gruppo misto, non iscritti.
2. ↑  In data 19.11.2020 aderisce al gruppo Lega - Salvini Premier

##### Eletti nei collegi plurinominali
| Collegio plurinominale | Lega                                                             | M5S                                | Partito Democratico              | Forza Italia       | Fratelli d'Italia |
| ---------------------- | ---------------------------------------------------------------- | ---------------------------------- | -------------------------------- | ------------------ | ----------------- |
| Collegio plurinominale |                                                                  |                                    |                                  |                    |                   |
| Lombardia 2 - 01       | - Giancarlo Giorgetti - Dario Galli                              | - Niccolò Invidia                  | - Maria Chiara Gadda             | - Carlo Fatuzzo    | -                 |
| Lombardia 2 - 02       | - Eugenio Zoffili - Alessandra Locatelli - Roberto Paolo Ferrari | - Fabiola Bologna - Giovanni Currò | - Mauro Del Barba - Chiara Braga | - Antonio Palmieri | - Marco Osnato    |

1. ↑  In data 29.07.2022 aderisce al gruppo misto, non iscritti.
2. 1 2  In data 19.9.2019 aderisce al gruppo Italia Viva - Italia C'è.
3. ↑  Dimissionaria in data 17.02.2021 (assume la carica di assessora nella giunta regionale lombarda); le subentra Silvana Snider.
4. ↑  In data 24.02.2020 aderisce al gruppo misto, non iscritti; in data 16.6.2021 alla componente «Popolo Protagonista-Alternativa Popolare (AP)-Partito Socialista Italiano (PSI)»; in data 26.01.2021 torna nei non iscritti; in data 10.02.2021 alla componente «Popolo Protagonista-A.P.»; in data 27.05.2021 a Coraggio Italia; in data 23.06.2022 torna nel gruppo misto, non iscritti; in data 28.06.2022 aderisce alla componente «Vinciamo Italia-Italia al Centro con Toti».

### XIX legislatura

#### Risultati elettorali
|                               | Fratelli d'Italia                                       | 325 778   | 30,19 | 3 | 596 175   | 55,25 | 5 |  |  |
|                               | Lega per Salvini Premier                                | 169 388   | 15,70 | 2 | 596 175   | 55,25 | 5 |  |  |
|                               | Forza Italia                                            | 89 283    | 8,27  | 1 | 596 175   | 55,25 | 5 |  |  |
|                               | Noi Moderati                                            | 11 726    | 1,09  | – | 596 175   | 55,25 | 5 |  |  |
|                               | Partito Democratico - Italia Democratica e Progressista | 171 404   | 15,89 | 1 | 249 644   | 23,14 | – |  |  |
|                               | +Europa                                                 | 37 369    | 3,46  | – | 249 644   | 23,14 | – |  |  |
|                               | Alleanza Verdi e Sinistra                               | 36 807    | 3,41  | 1 | 249 644   | 23,14 | – |  |  |
|                               | Impegno Civico – Centro Democratico                     | 4 064     | 0,38  | – | 249 644   | 23,14 | – |  |  |
|                               | Azione - Italia Viva                                    | 107 643   | 9,98  | 1 | 107 643   | 9,98  | – |  |  |
|                               | Movimento 5 Stelle                                      | 71 205    | 6,60  | – | 71 205    | 6,60  | – |  |  |
|                               | Italexit                                                | 21 599    | 2,00  | – | 21 599    | 2,00  | – |  |  |
|                               | Italia Sovrana e Popolare                               | 12 151    | 1,13  | – | 12 151    | 1,13  | – |  |  |
|                               | Unione Popolare                                         | 10 023    | 0,93  | – | 10 023    | 0,93  | – |  |  |
|                               | Vita                                                    | 9 096     | 0,84  | – | 9 096     | 0,84  | – |  |  |
|                               | Noi di Centro – Europeisti                              | 1 443     | 0,13  | – | 1 443     | 0,13  | – |  |  |
| Totale                        | Totale                                                  | 1 078 979 | 100   | 9 | 1 078 979 | 100   | 5 |  |  |
|                               |                                                         |           |       |   |           |       |   |  |  |
| Schede bianche                | Schede bianche                                          | 16 520    | 1,47  |   |           |       |   |  |  |
| Schede nulle                  | Schede nulle                                            | 31 571    | 2,80  |   |           |       |   |  |  |
| Votanti                       | Votanti                                                 | 1 127 070 | 68,35 |   |           |       |   |  |  |
| Elettori                      | Elettori                                                | 1 649 052 |       |   |           |       |   |  |  |
|                               |                                                         |           |       |   |           |       |   |  |  |
| Data: 25 settembre 2022       |                                                         |           |       |   |           |       |   |  |  |
| Fonte: Ministero dell'interno |                                                         |           |       |   |           |       |   |  |  |

#### Eletti

##### Eletti nei collegi uninominali
Eletti nella coalizione di centro-sinistra (PD-IDP - AVS - +E - IC-CD)
     Eletti nella coalizione di coalizione di centro-destra (FdI - LSP - FI - NM)
| Collegio uninominale | Eletto | Eletto              | Partito |
| -------------------- | ------ | ------------------- | ------- |
| 01 - Varese          |        | Andrea Pellicini    | FdI     |
| 02 - Busto Arsizio   |        | Stefano Candiani    | LSP     |
| 03 - Como            |        | Nicola Molteni      | LSP     |
| 04 - Sondrio         |        | Giancarlo Giorgetti | LSP     |
| 05 - Lecco           |        | Maurizio Lupi       | NM      |

##### Eletti nei collegi plurinominali
| Collegio plurinominale | Fratelli d'Italia                   | Partito Democratico-IDP | Lega per Salvini Premier | Azione - Italia Viva | Forza Italia      | M5S                | Alleanza Verdi e Sinistra |
| ---------------------- | ----------------------------------- | ----------------------- | ------------------------ | -------------------- | ----------------- | ------------------ | ------------------------- |
| Collegio plurinominale |                                     |                         |                          |                      |                   |                    |                           |
| Lombardia 2 - 01       | - Andrea Mascaretti                 | -                       | - Umberto Bossi          | -                    | -                 | - Alessandra Todde | -                         |
| Lombardia 2 - 02       | - Sara Kelany - Novo Umberto Maerna | - Chiara Braga          | - Eugenio Zoffili        | - Maria Chiara Gadda | - Stefano Benigni | -                  | - Devis Dori              |

1. ↑  Per insufficienza di candidati nel collegio plurinominale Campania 1 - 02, uno dei seggi viene assegnato all'interno dei collegio plurinominale Lombardia 2 - 01
2. ↑  Dimissionaria in data 09.04.2024 (incompatibile con la carica di Presidente della Sardegna); lo stesso giorno subentra Antonio Ferrara.